# Adolph Fibiger
Johan Adolph Fibiger, född den 31 maj 1791 i Snoghøj, död den 21 augusti 1851 i Köpenhamn, var en dansk militär. Han var bror till Jacob Fibiger och far till Ilia och Mathilde Fibiger.
Fibiger var 1813–1830 lärare i matematik och krigskonst vid Landkadetkorpset och 1830–1835 kommendör vid Den militære Højskole. Han blev 1836 "Land- og Søkrigskommissær" i södra Jylland, men tog 1842 avsked som överstelöjtnant. Åren 1818–1827 och ånyo 1843–1847 var han medutgivare av två militära tidskrifter och skrev i dem ett stort antal uppsatser, bland annat en biografi över Daniel Rantzau (1838).

## Utmärkelser
- Riddare av Dannebrogorden,  1826[2]

[Redigera Wikidata]